# U-198
U-198 — большая океанская немецкая подводная лодка типа IXD2 времён Второй мировой войны. Заказ на постройку субмарины был отдан 4 ноября 1940 года. Лодка была заложена 1 августа 1941 года на верфи компании АГ Везер в Бремене под строительным номером 1044, спущена на воду 15 июня 1942 года, вошла в строй 3 ноября 1942 года под командованием фрегаттен-капитана Вернера Мюзенберга

## Командиры лодки
- 3 ноября 1942 года — 15 января 1944 года капитан цур зее Вернер Хартманн
- 21 января — 12 августа 1944 года оберлейтенант Бурхард Хейсингер фон Валдег (Burkhard Heusinger von Waldegg).

## Флотилии
- 3 ноября 1942 года — 31 марта 1943 года 4-я флотилия (учебная)
- 1 апреля 1943 года — 12 августа 1944 года 12-я флотилия

## Боевая служба
Лодка совершила 2 боевых похода, потопила 11 судов суммарным водоизмещением 59 690 брт.
U-198 была потоплена 12 августа 1944 года близ Сейшельских островов, в районе с координатами 03°35′ ю. ш. 52°49′ в. д. глубинными бомбами с британского фрегата HMS Findhorn и индийского шлюпа HMIS Godavari. Все 66 членов экипажа погибли.